# Poronienie
Poronienie (łac. abortus) – wydalenie jaja płodowego przed 22. tygodniem ciąży (od 23. tyg. mówi się o porodzie przedwczesnym) wskutek wydalenia obumarłego zarodka lub płodu.

## Terminologia
- Poronienie zagrażające (abortus imminens, ang. threatened abortion) – oddzielenie się jaja płodowego na niewielkim odcinku, objawia się zwykle bezbolesnym krwawieniem z macicy i czynnością skurczową o niewielkim nasileniu. Rozpoznaje się je przy każdym krwawieniu pochwowym w okresie określonym w definicji poronienia[2]. Przy leczeniu zachowawczym objawy niekiedy przechodzą, jednak możliwości leczenia są ograniczone. Jeśli objawy nasilają się, rokowanie dla ciąży jest złe.
- Poronienie w toku, nieodwracalne (abortus in tractu, ang. inevitable abortion) – oddzielenie się jaja płodowego na większym odcinku, któremu towarzyszy skracanie się szyjki i rozwarcie jej ujścia wewnętrznego. Poronienie w toku rozpoznawane jest w każdym przypadku pęknięcia błon płodowych przed 22. tygodniem ciąży. Objawia się obfitym krwawieniem i bólem o różnym nasileniu. Postępowaniem z wyboru jest wyłyżeczkowanie jamy macicy.
- Poronienie zatrzymane, chybione (abortus internus, ang. missed abortion) – obumarcie jaja płodowego, po którym nie nastąpiło wydalenie obumarłego płodu w okresie 8 tygodni. Jedynym objawem jest brak powiększania się macicy przez kilka tygodni. Postępowaniem z wyboru jest farmakologiczne indukowanie czynności skurczowej i łyżeczkowanie jamy macicy.
- Poronienie niezupełne, niekompletne (abortus incompletus, ang. incomplete abortion) – obumarcie jaja płodowego, po którym w jamie macicy pozostały resztki utkania łożyskowego.
- Poronienie septyczne (abortus septicus) – poronienie przebiegające z wykładnikami stanu zapalnego narządu rodnego. Stwierdzenie gorączki towarzyszącej poronieniu jest wskazaniem do zastosowania antybiotykoterapii empirycznej szerokospektralnej, zasady postępowania są podobne jak przy leczeniu ostrego zapalenia przydatków.
- Poronienie szyjkowe – roniące się jajo płodowe znajduje się w szyjce macicy, ponieważ zamknięte jest jej ujście zewnętrzne.
- Puste jajo płodowe
- Poronienie nawykowe, nawracające – trzecie i każde następne kolejne poronienie[1].
- Poronienie zupełne – postać poronienia w której wydaleniu z jamy macicy uległo całe jajo płodowe (płód i kosmówka).

## Epidemiologia
W zależności od źródeł badań:
- Zapłodnienie u człowieka kończy się poronieniem w 30-50% przypadków[3].
- Poronieniem kończy się około 10–20% rozpoznanych ciąż[1][2][3].
- Najwięcej ciąż ronionych jest przed implantacją (50%), po 8. tygodniu ciąży już tylko 10%.
- Po 13 tygodniu ryzyko poronienia wynosi 1–2%[1].
- Badania prospektywne z użyciem bardzo czułych testów wykazują, że 25% ciąż kończy się poronieniem samoistnym przed 6. tygodniem od ostatniej miesiączki[4][5].
- Do 80% poronień dochodzi w I trymestrze ciąży[2].

## Etiologia
Etiologia poronienia zależna jest od czasu jego wystąpienia:
Przyczyny poronienia występującego w I trymestrze ciąży (wczesne):
- czynniki genetyczne – ok. 50–60% zarodków po poronieniu jest obciążonych aberracją chromosomową[6],
- zaburzenia trofoblastu,
- wady anatomiczne macicy (zrosty wewnątrzmaciczne).

Przyczyny poronienia występującego w II trymestrze ciąży (późne):
- przyczyny poronień w I trymestrze,
- poważne zakażenia (różyczka, opryszczka, cytomegalia, odra, toksoplazmoza),
- czynniki immunologiczne,
- choroby przewlekłe matki (cukrzyca, niedoczynność tarczycy),
- choroby wirusowe i bakteryjne,
- niewydolność cieśniowo-szyjkowa[1],
- niewydolność fazy lutealnej,
- czynniki autoimmunologiczne, zespół antyfosfolipidowy,
- nadużywanie leków,
- używki (palenie papierosów, narkotyki),
- złe odżywianie,
- zespół policystycznych jajników,
- wysoki poziom stresu[7],
- nadużywanie kofeiny (niepewne)[8][9].

## Ocena ryzyka poronienia
Bradykardia utrzymująca się u płodu w I trymestrze ciąży niemal zawsze poprzedza poronienie. Innymi wskaźnikami nieprawidłowego rozwoju ciąży i zwiększonego ryzyka jej utraty są: nieprawidłowy wzrost pęcherzyka ciążowego, jego nieregularny kształt, hiperechogenność ścian i wczesne małowodzie. Elementem oceny ultrasonograficznej zagrażającego poronienia o niejasnej wartości predykcyjnej jest obecność krwiaka pozakosmówkowego.
Czułymi wskaźnikami zagrażającego poronienia są estrogeny i β-hCG.
W okresie przedkoncepcyjnym w przypadku nawracających poronień istotne są wyniki badań obrazowych narządu rodnego i badanie poziomu przeciwciał antyfosfolipidowych.

## Aspekty językowe
W języku polskim nie używa się słowa aborcja w znaczeniu poronienia samoistnego. Zwraca się uwagę na właściwy dobór słów w rozmowach lekarz-pacjentka i lekarz-rodzice w przypadku, gdy ma się do czynienia z kobietą, która poroniła samoistnie. Nawet neutralne słowa medyczne (łyżeczkowanie, czyszczenie jamy macicy, zabieg) mogą zranić kobietę, która przeżywa utratę ciąży. Także termin medyczny wyskrobiny, używany przez lekarzy dla określenia materiału pobranego podczas łyżeczkowania jamy macicy, jest bolesny i nie do zaakceptowania dla kobiety roniącej. Termin medyczny łyżeczkowania jamy macicy o neutralnym charakterze to abrazja.
W języku łacińskim brakuje rozróżnienia na poronienie i aborcję – występuje tylko słowo abortus. W związku z tym w oficjalnych dokumentach także w przypadku poronienia może zostać wypisane słowo abortus.
Określanie dwóch różnych zagadnień medycznych (poronienia i aborcji) tym samym terminem (aborcja, abortus), mieszanie obu terminów (określanie aborcji jako sztuczne poronienie) oraz używanie tych samych określeń dla czynności medycznych w obu przypadkach (zabieg, łyżeczkowanie, czyszczenie jamy macicy) może prowadzić do rozmycia pojęć, mylenia poronienia z aborcją i błędnego nazywania aborcji poronieniem lub odwrotnie.
Zamiast abortusa kościół rzymskokatolicki w Polsce promuje tu termin i ideę dziecka utraconego.

## Emocjonalne aspekty poronienia
Poronienie jest nie tylko traumatycznym przeżyciem fizycznym, ale również emocjonalnym. Dla wielu kobiet to strata, którą trudno opisać słowami – to nie tylko końcowy etap ciąży, ale także konfrontacja z trudnymi uczuciami, takimi jak smutek, rozczarowanie, poczucie winy, a nawet depresja. W obliczu tej straty, kobiety często przeżywają poczucie bezradności i trudności w radzeniu sobie z emocjami, które mogą być głęboko stłumione lub, przeciwnie, intensywnie wybuchać w postaci smutku, złości lub lęku o przyszłość.
Podkreślenie dostępnych form wsparcia emocjonalnego, takich jak grupy wsparcia, indywidualna psychoterapia, czy spotkania z doradcami, może pomóc w procesie zdrowienia emocjonalnego. Wsparcie od najbliższych, zrozumienie ze strony rodziny i przyjaciół, jak również profesjonalna pomoc psychologiczna, są nieocenione w radzeniu sobie z tą trudną sytuacją. Przeżywanie żalu po poronieniu jest indywidualne i często może wymagać długiego czasu, dlatego tak ważne jest zapewnienie kobietom przestrzeni do wyrażenia swoich emocji i przetworzenia tej straty.

## Nowoczesne badania diagnostyczne i postęp w medycynie
Ostatnie lata przyniosły istotny postęp w diagnostyce poronienia, zwłaszcza w przypadkach poronień nawykowych, czyli tych, które występują wielokrotnie. Dzięki rozwojowi technologii medycznych, lekarze mają dostęp do coraz bardziej zaawansowanych metod diagnostycznych. Współczesne badania genetyczne, takie jak kariotypowanie płodu, pozwalają na wykrycie aberracji chromosomowych, które mogą być odpowiedzialne za niepowodzenia ciążowe. Dzięki tym badaniom można również lepiej zrozumieć przyczyny niepowodzeń ciążowych, co może pomóc w zaplanowaniu dalszego leczenia lub procedur medycznych.
Również medycyna regeneracyjna staje się coraz bardziej obiecującym obszarem w leczeniu i profilaktyce poronień. Nowoczesne techniki, takie jak terapia komórkami macierzystymi, a także rozwój nowych metod wczesnej interwencji, mogą znacząco wpłynąć na zmniejszenie ryzyka poronienia. Oprócz tego, postępy w badaniach nad lepszym rozumieniem mechanizmów immunologicznych czy hormonalnych, które mogą wpłynąć na przebieg ciąży, pozwalają na szybszą identyfikację zagrożeń i wdrożenie skuteczniejszych metod leczenia.

## Poronienie a czynniki środowiskowe
Ważnym, ale często niedocenianym czynnikiem ryzyka poronienia, są czynniki środowiskowe. Zanieczyszczenie powietrza, długotrwała ekspozycja na toksyczne substancje chemiczne w miejscu pracy, a także niekorzystne warunki życiowe, takie jak niska jakość powietrza czy niezdrowe otoczenie, mogą negatywnie wpływać na rozwój ciąży. Ponadto, kobiety, które są narażone na intensywne hałasy, stres zawodowy czy nieodpowiednią dietę, mogą być bardziej podatne na poronienie.
Zanieczyszczenia powietrza, w tym pyły i metale ciężkie, mogą powodować zaburzenia w funkcjonowaniu układu hormonalnego i immunologicznego, co prowadzi do nieprawidłowego przebiegu ciąży. Narażenie na chemikalia, takie jak pestycydy, farby czy rozpuszczalniki, może również wpłynąć na rozwój płodu, prowadząc do jego uszkodzeń genetycznych lub rozwoju wady wrodzonej. Warto więc zwrócić uwagę na znaczenie czystego powietrza, zdrowego odżywiania i unikania narażenia na niebezpieczne substancje, co może stanowić skuteczną metodę prewencji poronienia.

## Proces zdrowienia po poronieniu
Proces zdrowienia po poronieniu jest wieloaspektowy i obejmuje zarówno regenerację fizyczną, jak i emocjonalną. Czas powrotu do zdrowia fizycznego różni się w zależności od indywidualnych predyspozycji kobiety, ale w większości przypadków kobieta potrzebuje kilku tygodni na pełne wyzdrowienie. Ważne jest, by kobieta po poronieniu przestrzegała zaleceń lekarskich, takich jak odpoczynek, unikanie ciężkich prac fizycznych oraz odpowiednia dieta, by wspierać organizm w jego regeneracji.
Emocjonalne zdrowienie jest równie istotne. Kobiety, które przeżyły poronienie, często borykają się z poczuciem straty i żalu, które może trwać wiele miesięcy. Ważne jest, aby po takim doświadczeniu kobieta miała czas na przeżycie emocji, a także możliwość porozmawiania o swoich uczuciach, zarówno z partnerem, jak i z psychologiem. W niektórych przypadkach może pojawić się depresja lub lęki przed kolejną ciążą, co wymaga profesjonalnej opieki psychologicznej. Nie ma jednoznacznej odpowiedzi na to, jak długo trwa zdrowienie emocjonalne – każda kobieta przeżywa tę stratę inaczej. Istotne jest jednak, by dać sobie czas na przeżycie żalu i odzyskanie równowagi.

## Kultura, religia i poronienie
Poronienie jest postrzegane w różny sposób w zależności od kultury i religii, w której żyje kobieta. W wielu społeczeństwach temat poronienia jest nadal traktowany tabu, co może pogłębiać samotność i ból kobiet, które doświadczyły straty. Inne kultury i religie, w tym katolicka, podejmują temat poronienia z większym zrozumieniem, promując pojęcie "dziecka utraconego", a także oferując duchowe wsparcie. Kościół katolicki na przykład wspiera modlitwy i rytuały związane z pamięcią o dzieciach utraconych, co może pomóc kobietom w procesie duchowego uzdrowienia.
Również w różnych religiach istnieją odmienne podejścia do tematu poronienia – niektóre religie traktują je jako tragiczny, ale naturalny proces, inne natomiast mogą postrzegać go jako dramatyczną stratę, którą należy przeżywać w kontekście większego sensu duchowego. Niezależnie od religii, ważne jest, aby kobieta czuła, że ma wsparcie i zrozumienie ze strony swojego środowiska.

## Poronienie a aborcja: różnice i nieporozumienia
Poronienie i aborcja to dwa różne zjawiska, mimo że w mowie potocznej mogą być mylone. Poronienie to spontaniczna utrata ciąży, której przyczyny mogą być genetyczne, anatomiczne, infekcyjne lub związane z innymi czynnikami zdrowotnymi. Jest to proces naturalny, który kończy ciążę przed 22. tygodniem. Aborcja, z kolei, to celowe przerwanie ciąży, najczęściej w wyniku decyzji medycznej lub społecznej, i nie ma charakteru naturalnego.
To rozróżnienie jest bardzo ważne w kontekście publicznych debat na temat praw reprodukcyjnych i medycznych. Mieszanie tych dwóch pojęć może prowadzić do zamieszania, a także nieporozumień w dyskusjach na temat opieki zdrowotnej i praw kobiet. Ważne jest, aby zarówno w dyskursie medycznym, jak i społecznym, jasno rozgraniczyć te dwa pojęcia, co pozwoli na pełniejsze zrozumienie sytuacji kobiet, które doświadczyły straty ciążowej.
| kod ICD10     | nazwa choroby |
| ------------- | --- |
| ICD-10: O03   | Poronienie samoistne |
| ICD-10: O03.0 | Poronienie samoistne niezupełne, powikłane zakażeniem dróg rodnych i narządów miednicy mniejszej (ze stanami w O08.0)                 |
| ICD-10: O03.1 | Poronienie samoistne niezupełne, powikłane długotrwałym lub nadmiernym krwawieniem (ze stanami w O08.1)                               |
| ICD-10: O03.2 | Poronienie samoistne niezupełne, powikłane zatorem (ze stanami w O08.2)                                                               |
| ICD-10: O03.3 | Poronienie samoistne niezupełne, z innymi i nieokreślonymi powikłaniami (ze stanami w O08.3-O08.9)                                    |
| ICD-10: O03.4 | Poronienie samoistne niezupełne, bez powikłań                                                                                         |
| ICD-10: O03.5 | Poronienie samoistne zupełne lub nieokreślone, powikłane zakażeniem dróg rodnych lub narządów miednicy mniejszej (ze stanami w O08.0) |
| ICD-10: O03.6 | Poronienie samoistne zupełne lub nieokreślone, powikłane długotrwałym lub nadmiernym krwawieniem (ze stanami w O08.1)                 |
| ICD-10: O03.7 | Poronienie samoistne zupełne lub nieokreślone, powikłane zatorem (ze stanami w O08.2)                                                 |
| ICD-10: O03.8 | Poronienie samoistne zupełne lub nieokreślone, z innymi lub nie określonymi powikłaniami (ze stanami w O08.3-O08.9)                   |
| ICD-10: O03.9 | Poronienie samoistne zupełne lub nieokreślone, bez powikłań                                                                           |